# Danh sách phiên bản Microsoft Windows
Trang này liệt kê các phiên bản của Microsoft Windows, một hệ điều hành nổi tiếng của Microsoft.

## Các phiên bản khách hàng
Trong phần này, một phiên bản khách hàng là một phiên bản mà bạn có thể mua và cài đặt trên các máy tính cá nhân (các máy tính để bàn, máy tính xách tay và workstation) hay có thể mua kèm với các máy tính trên.
| Tên             | Ngày ra mắt          | Số phiên bản ra mắt | Các phiên bản | Bản dựng mới nhất                                                |  |
| --------------- | -------------------- | ------------------- | --- | ---------------------------------------------------------------- |  |
| Windows 11      | 5 tháng 10 năm 2021  | NT 10.0             | - Windows 11 Home. - Windows 11 Pro. - Windows 11 Pro Education. - Windows 11 Pro for Workstations. - Windows 11 Enterprise. - Windows 11 Education. - Windows 11 Mixed Reality. | OS build: 26100 (Phiên bản 23H2, bản cập nhật tháng 10 năm 2024) |  |
| Windows 10      | 29 tháng 7 năm 2015  | NT 10.0             | - Windows 10 Home - Windows 10 Pro - Windows 10 Enterprise - Windows 10 Enterprise LTSB - Windows 10 Education - Windows 10 Mobile - Windows 10 Mobile Enterprise - Windows 10 IoT Core - Windows 10 IoT Enterprise - Windows 10 IoT Mobile Enterprise - Xem Các phiên bản của Windows 10 | OS build: 19045 (Phiên bản 22H2, bản cập nhật tháng 10 năm 2022) |  |
| Windows 8.1     | 17 tháng 10 năm 2013 | NT 6.3              | - Windows 8.1 - Windows 8.1 Pro - Windows 8.1 Enterprise | OS build: 9600 (Bản cập nhật tháng 4 năm 2014)                   |  |
| Windows 8       | 26 tháng 10 năm 2012 | NT 6.2              | - Windows 8 - Windows 8 Pro - Windows 8 Enterprise - Windows 8 OEM - Xem Các phiên bản của Windows 8 | OS build: 9200                                                   |  |
| Windows 7       | 22 tháng 10 năm 2009 | NT 6.1              | - Windows 7 Home Basic - Windows 7 Home Premium - Windows 7 Professional - Windows 7 Enterprise - Windows 7 Ultimate - Windows Thin PC - Xem Các phiên bản của Windows 7 | 7601 (Gói Dịch vụ 1)                                             |  |
| Windows Vista   | 30 tháng 1 năm 2007  | NT 6.0              | - Windows Vista Home Basic - Windows Vista Home Premium - Windows Vista Business - Windows Vista Enterprise - Windows Vista Ultimate - Xem Các phiên bản của Windows Vista | 6002 (Gói Dịch vụ 2)                                             |  |
| Windows XP      | 25 tháng 10 năm 2001 | NT 5.1              | - Windows XP Starter - Windows XP Home - Windows XP Professional - Windows XP 64-bit Edition - Windows Fundamentals for Legacy PCs (8 tháng 7 năm 2006) - Xem Các phiên bản của Windows XP                                                                                                | 2600 (Gói Dịch vụ 3)                                             |  |
| Windows ME      | 14 tháng 9 năm 2000  | 4.90                | — | 3000                                                             |  |
| Windows 2000    | 17 tháng 2 năm 2000  | NT 5.0              | - Windows 2000 Professional | 2195                                                             |  |
| Windows 98      | 25 tháng 6 năm 1998  | 4.10                | - Windows 98 - Windows 98 Second Edition (23 tháng 4 năm 1999) | 2222 A                                                           |  |
| Windows NT 4.0  | 24 tháng 8 năm 1996  | NT 4.0              | - Windows NT 4.0 Workstation - Windows NT 4.0 Server - Windows NT 4.0 Server Enterspire - Windows NT 4.0 Ternimal Server Edition - Windows NT 4.0 Embedded | 1381 (Gói Dịch vụ 6a)                                            |  |
| Windows 95      | 24 tháng 8 năm 1995  | 4.00                | - Windows 95 - Windows 95 SP1 (31 tháng 12 năm 1995) - Windows 95 OSR1 (14 tháng 2 năm 1996) - Windows 95 OSR2 (24 tháng 8 năm 1996) - Windows 95 USB Supplement to OSR2 (27 tháng 8 năm 1997) - Windows 95 OSR2.1 (27 tháng 8 năm 1997) - Windows 95 OSR2.5 (26 tháng 11 năm 1997)       | 950                                                              |  |
| Windows NT 3.51 | 30 tháng 5 năm 1995  | NT 3.51             | Windows NT 3.51 Workstation | 1057                                                             |  |
| Windows NT 3.5  | 21 tháng 9 năm 1994  | NT 3.50             | Windows NT 3.5 Workstation | 807                                                              |  |
| Windows 3.2     | 22 tháng 11 năm 1993 | 3.2                 | Chỉ có bản tiếng Trung giản thế |                                                                  |  |
| Windows NT 3.1  | 27 tháng 7 năm 1993  | NT 3.10             | Windows NT 3.1 | 528                                                              |  |
| Windows 3.1     | 6 tháng 4 năm 1992   | 3.10                | - Windows 3.1 - Windows for Workgroups 3.1 (Tháng 10 năm 1992) |                                                                  |  |
| Windows 3.0     | 22 tháng 5 năm 1990  | 3.00                | — |                                                                  |  |
| Windows 2.11    | 13 tháng 3 năm 1989  | 2.11                | - Windows/286 - Windows/386 |                                                                  |  |
| Windows 2.1     | 27 tháng 5 năm 1988  | 2.10                | - Windows/286 - Windows/386 |                                                                  |  |
| Windows 2.0     | 9 tháng 12 năm 1987  | 2.0                 | — |                                                                  |  |
| Windows 1.04    | 10 tháng 4 năm 1987  | 1.04                | — |                                                                  |  |
| Windows 1.03    | 21 tháng 8 năm 1986  | 1.03                | — |                                                                  |  |
| Windows 1.02    | 14 tháng 5 1986      | 1.02                | — |                                                                  |  |
| Windows 1.01    | 20 tháng 11 năm 1985 | 1.01                | — |                                                                  |  |

## Các phiên bản cho máy chủ
| Tên                    | Ngày ra mắt          | Số phiên bản ra mắt | Các phiên bản |
| ---------------------- | -------------------- | ------------------- | --- |
| Windows Server 2022    | 18 tháng 8 năm 2021  | NT 10.0             | |
| Windows Server 2019    | 2 tháng 10 năm 2018  | NT 10.0             | |
| Windows Server 2016    | 12 tháng 10 năm 2016 | NT 10.0             | |
| Windows Server 2012 R2 | 17 tháng 10 năm 2013 | NT 6.3              | - Windows Server 2012 R2 Foundation - Windows Server 2012 R2 Essentials - Windows Server 2012 R2 Standard - Windows Server 2012 R2 Datacenter |
| Windows Server 2012    | 4 tháng 9 năm 2012   | NT 6.2              | - Windows Server 2012 Foundation - Windows Server 2012 Essentials - Windows Server 2012 Standard - Windows Server 2012 Datacenter - Windows MultiPoint Server 2012 |
| Windows Server 2008 R2 | 22 tháng 10 năm 2009 | NT 6.1              | - Windows Server 2008 R2 Foundation - Windows Server 2008 R2 Standard - Windows Server 2008 R2 Enterprise - Windows Server 2008 R2 Datacenter - Windows Server 2008 R2 for Itanium-based Systems - Windows Web Server 2008 R2 - Windows Storage Server 2008 R2 - Windows HPC Server 2008 R2 - Windows Small Business Server 2011 - Windows MultiPoint Server 2011 - Windows Home Server 2011 - Windows MultiPoint Server 2010 |
| Windows Server 2008    | 27 tháng 2 năm 2008  | NT 6.0              | - Windows Server 2008 Standard - Windows Server 2008 Enterprise - Windows Server 2008 Datacenter - Windows Server 2008 for Itanium-based Systems - Windows Server Foundation 2008 - Windows Essential Business Server 2008 - Windows HPC Server 2008 - Windows Small Business Server 2008 - Windows Storage Server 2008 - Windows Web Server 2008                                                                             |
| Windows Server 2003 R2 | 6 tháng 12 năm 2005  | NT 5.2              | - Windows Small Business Server 2003 R2 - Windows Server 2003 R2 Web Edition - Windows Server 2003 R2 Standard Edition - Windows Server 2003 R2 Enterprise Edition - Windows Server 2003 R2 Datacenter Edition - Windows Compute Cluster Server 2003 (CCS) - Windows Storage Server - Windows Home Server |
| Windows Server 2003    | 24 tháng 4 năm 2003  | NT 5.2              | - Windows Small Business Server 2003 - Windows Server 2003 Web Edition - Windows Server 2003 Standard Edition - Windows Server 2003 Enterprise Edition - Windows Server 2003 Datacenter Edition - Windows Storage Server |
| Windows 2000           | 17 tháng 2 năm 2000  | NT 5.0              | - Windows 2000 Server - Windows 2000 Advanced Server - Windows 2000 Datacenter Server |
| Windows NT 4.0         | 29 tháng 7 năm 1996  | NT 4.0              | - Windows NT 4.0 Server - Windows NT 4.0 Server Enterprise - Windows NT 4.0 Terminal Server Edition |
| Windows NT 3.51        | 29 tháng 5 năm 1995  | NT 3.51             | Windows NT 3.51 Server |
| Windows NT 3.5         | 20 tháng 9 năm 1994  | NT 3.50             | Windows NT 3.5 Server |
| Windows NT 3.1         | 27 tháng 7 năm 1993  | NT 3.10             | Windows NT 3.1 Advanced Server |

## Các phiên bản đi kèm với thiết bị
| Tên                             | Ngày ra mắt              | Số phiên bản ra mắt | Là một phiên bản của | Bán kèm với                                   |
| ------------------------------- | ------------------------ | ------------------- | -------------------- | --------------------------------------------- |
| Windows RT 8.1                  | 18 tháng 10 năm 2013     | NT 6.3              | Windows 8.1          | Các máy tính bảng ARM                         |
| Windows RT                      | 26 tháng 10 năm 2012     | NT 6.2              | Windows 8            | Các máy tính bảng ARM                         |
| Windows 7 Starter               | 22 tháng 10 năm 2009     | NT 6.1              | Windows 7            | Các netbook giá rẻ cho các thị trường mới nổi |
| Windows Vista Starter           | 30 tháng 1 năm 2007      | NT 6.0              | Windows Vista        | Các netbook giá rẻ cho các thị trường mới nổi |
| Windows XP Tablet PC Edition    | Tháng 11 2002            | NT 5.1              | Windows XP           | Máy tính bảng của Microsoft                   |
| Windows XP Media Center Edition | 2002, 2003, 2004 và 2005 | NT 5.1              | Windows XP           | Các rạp hát tại nhà và các set-top box        |

### Thiết bị di động
Các thiết bị di động bao gồm điện thoại thông minh, máy tính bảng cầm tay và thiết bị kỹ thuật số hỗ trợ cá nhân
- Windows 10 Mobile
- Windows Phone
  - Windows Phone 8.1
  - Windows Phone 8
  - Windows Phone 7.8
  - Windows Phone 7.5
  - Windows Phone 7
- Windows Mobile
  - Windows Mobile 6.5
  - Windows Mobile 6.1
  - Windows Mobile 6.0
  - Windows Mobile 5.0
  - Windows Mobile 2003 SE
  - Windows Mobile 2003
  - Pocket PC 2002
  - Pocket PC 2000

### Thiết bị nhúng
- Windows Embedded
  - Windows Embedded 8
  - Windows Embedded Automotive
  - Windows Embedded Industry
  - Windows Embedded Compact 7
  - Windows XP Embedded
  - Windows NT 4.0 Embedded – Viết tắt là NTE, nó là một phiên bản của Windows NT 4.0 đã được nhắm vào các thiết bị máy tính được hỗ trợ lớn, máy bán hàng, máy ATM và các thiết bị khác mà không thể được coi là máy tính mỗi se. Đây là hệ thống tương tự như tiêu chuẩn Windows NT 4.0, nhưng nó được đóng gói trong một cơ sở dữ liệu của các thành phần và phụ thuộc, từ đó một nhà phát triển có thể chọn thành phần riêng lẻ để xây dựng đĩa CD cài đặt tùy chỉnh và hình ảnh khởi động đĩa cứng. Windows NT 4.0 Embedded bao gồm Service Pack 5.
- Windows Embedded Compact
  - Windows Embedded Compact 2013
  - Windows Embedded Compact 7
  - Windows Embedded Compact 6.0 (2006)
  - Windows CE 5.0 (2005), với phiên bản cho điện thoại thông minh và PDA bán như Windows Mobile 5.0
  - Windows CE 4.2 (2004), với phiên bản cho điện thoại thông minh và PDA bán như Windows Mobile 2003 SE
  - Windows CE 4.1 (2003), với phiên bản cho điện thoại thông minh và PDA bán như Pocket PC 2003
  - Windows CE 4.0 (2002), với phiên bản cho điện thoại thông minh và PDA bán như Pocket PC 2002
  - Windows CE 3.0 (Tháng 7 năm 2000), với phiên bản cho điện thoại thông minh và PDA bán như Pocket PC 2000
  - Windows CE 2.12 (Tháng 8 năm 1999)
  - Windows CE 2.11 (Tháng 10 năm 1998)
  - Windows CE 2.1 (Tháng 7 năm 1998)
  - Windows CE 2.0 (Tháng 11 năm 1997)
  - Windows CE 1.0 (Tháng 11 năm 1995)

## Các phiên bản đã hủy bỏ
- Windows Nashville (2 tháng 5 năm 1996), hay còn gọi là Windows 96.
- Cairo (29 tháng 2 năm 1996) - một "hệ điều hành hướng đối tượng thực sự", định ra mắt sau Windows NT; tương đối giống với DesktopX nhưng ở cấp độ thấp hơn và sau này trở thành Windows NT 4.
- Windows Neptune (27 tháng 12 năm 1999) - được ra mắt cho mọi người thử nghiệm, tuy nhiên cuối cùng vẫn không được công bố, phiên bản này đáng lẽ ra là phiên bản Windows 2000 cho người dùng tại nhà.[2]
- Windows Odyssey (13 tháng 1 năm 2000) - một phiên bản dự định được một cập nhật cho 5.x dựa trên nền tảng Microsoft Windows NT. Các nhóm làm việc của Neptune và Odyssey kết hợp để làm việc trên Windows XP.
- Windows Mobile 7 hay Photon - ban đầu là người kế nhiệm của Windows Mobile 6.5, sau này thay thế bằng Windows Phone 7 với giao diện Metro.[3][4]